# 長谷川憲司 (小説家)
長谷川 憲司（はせがわ けんじ、1936年9月29日 - ）は、日本の小説家。大阪府出身。大阪市立工芸高等学校卒業。
1987年、『浪速怒り寿司』で第4回織田作之助賞受賞。

## 著書
- 『売り家たち』関西書院 1989
- 『浪速怒り寿司』関西書院 1990
- 『京都八橋一郎小説教室』ソフィア 1992

## 参考
- 『京都八橋一郎小説教室』

| スタブアイコン | サブスタブ | この項目は、まだ閲覧者の調べものの参照としては役立たない、文人（小説家・詩人・歌人・俳人・作詞家・作家・放送作家・随筆家（コラムニスト）・文芸評論家）に関連した書きかけの項目です。この項目を加筆・訂正などしてくださる協力者を求めています（P:文学/PJ:作家）。 |